# Sergej Paramonov (cantante)
Sergej Vladimirovič Paramonov (in russo Сергей Владимирович Парамонов?; Mosca, 25 giugno 1961 – Mosca, 15 maggio 1998) è stato un cantante sovietico.
Ottenne grande popolarità negli anni settanta nell'intera Unione Sovietica e nei Paesi dell'Europa orientale come solista del Grande Coro dei Bambini.